# Schwaigern (Gemeinden Pöndorf, Weißenkirchen)
Schwaigern ist ein Ort im Vöcklatal in der Grenzregion Oberösterreich zu Salzburg wie auch Ortschaft und Katastralgemeinde der Gemeinden Pöndorf und Ort in Weißenkirchen im Attergau im Bezirk Vöcklabruck.

## Geographie
Der Ort befindet sich etwa 20 Kilometer westlich von Vöcklabruck, und 10 Kilometer östlich von Straßwalchen, direkt an der Salzburger Landesgrenze. Nördlich erhebt sich der Hausruck-und-Kobernaußerwald-Zug, südlich liegen die Mondseer Flyschberge der Salzkammergut-Berge.
Das Dorf Schwaigern liegt 2½ Kilometer westlich von Frankenmarkt direkt linksufrig an der Vöckla auf um die 540 m ü. A. Höhe, dort, wo ihr Oberlauf aus dem Mondseer Gebiet von Süden kommt und sie sich dann nach Osten wendet. Nördlich des Orts fließt ihr der Weinbach zu, westlich davon der Eisbach, die beide von der Passlandschaft nach Straßwalchen kommen. Südlich mündet der Nössenbach in die Vöckla. An Eisbach und Weinbach liegt das Waldgebiet Langholz.
Zum Gemeindehauptort Kirchham-Pöndorf sind es 2 Kilometer nach Nordosten, nach Weißenkirchen sind es gut 4 Kilometer Luftlinie Richtung Südosten.
Die Pöndorfer Ortschaft umfasst knapp 50 Gebäude mit etwa 140 Einwohnern. Auf der anderen Vöcklaseite grenzt direkt Rudlberg, eine Ortschaft von Frankenmarkt, an.
Schwaigern heißen auch einige zerstreute Häuser ab dem Nössenbach und dem Umspannwerk südlich des Orts, rechts der Vöckla entlang. Diese bilden einschließlich des Weilers Hofbauer eine eigene Ortschaft und gehören zu Weißenkirchen im Attergau. Es sind 11 Gebäude mit etwa 25 Einwohnern: sie haben die Adressen Vöcklatal.
Dadurch umfasst die Ortslage Schwaigern alle Häuser rechts der Vöckla auf gut 3 Kilometer, mehr als 60 Gebäude mit über 150 Einwohnern.
| Weinbach (Gem. Pöndorf)                                                                                        | Fellern (O, Gem. Pöndorf)                                                     | Höhenwarth (O, Gem. Frankenmarkt)                                                                       |
| Matzelröth (O, Gem. Pöndorf) Strasser ∗ Zagling (beide O Haslach, Gem. Straßwalchen, Bez. Salzburg-Umg., Sbg.) | Kompassrose, die auf Nachbargemeinden zeigt                                   | Schwertfern (O, Gem. Frankenmarkt) Rudlberg (O, Gem. Frankenmarkt) Höllmühle (Gem. Weißenkirchen i. A.) |
| Schwendt Hüttenedt (O) (beide Gem. Straßwalchen, Bez. Salzburg-Umg., Sbg.)                                     | Schrankbaum (Gem. Weißenkirchen i. A.) Reittern (O, Gem. Weißenkirchen i. A.) | Schüblingen (Gem. Weißenkirchen i. A.)                                                                  |

∗ Ortslage Langholz

## Geologie, Geschichte und Infrastruktur
Schwaigern liegt auf der Hochterrasse des Riß-Kaltzeitlichen Gletschervorfelds, während der Talgrund der Vöckla Niederterrasse ist. Dieser letzte Vorstoß des Irrseegletschers des Traungletschers, um 300.000 und 100.000 Jahre vor heute, reichte wohl nicht bis hier (Endmoränen etwa oberhalb bei Zagling, Volkerding und Obermühlham), die andere Vöcklatalseite wie auch der Fuß des Kobernaußerwalds hingegen sind Moränen des über 400.000 Jahre alten mächtigeren Mindel-Gletschervorstoßes. Eisbach und Weinbach sind typische Vorfeldgewässer, die sich durch die Moränenlandschaft südwestlich oberhalb schlängeln.
Der Ortsname steht zu mittelhochdeutsch sweige ‚Wirtschaftshof der Viehhaltung‘, ein Siedlungstyp, der im Hochmittelalter (12./13. Jahrhundert) aufkommt. Die erste urkundliche Erwähnung ist  Svaigarn 1145/46.
Georg Matthäus Vischer verzeichnet den Ort Shwaigern schon 1667 in seiner Karte Archiducatus Austriae Superioris Geographica Descriptio und gibt hier die fons Vogglae (‚Quelle der Vöckla‘, die obere Vöckla heißt bei ihm Spentzl Fluss). Gemeint ist damit wohl der Eisbach. Die Lage des Ortes recht weit oben am Bach lässt vermuten, dass die ganze Streulage gemeint ist.
Direkt nördlich des Orts verläuft die heutige Wiener Straße (B1), eine seit zumindest der Römerzeit wichtige Fernverbindung. Bis 1787 war hier die Grenzregion Österreichs zu Bayern, und bis 1803 zum souveränen Erzstift Salzburg. Die Straße verlief bis in das Ende des 18. Jahrhunderts direkt über das Dorf Schwaigern (die Straße von der Eisenbahnbrücke an der Vöckla her und dann geradlinig auf Weingarten zu).
Die Teilung der Ortslage ist recht alt, hier am unteren Nössenbach verlief die Grenze der Landgerichte Frankenburg (Hausruckgebiet) und Kogl (Attergau mit südlichem Attersee, Sitz im Schloss zu St. Georgen). Das Salzburgische Landgericht am Höchfeld (Straßwalchener Gegend) griff bei Schrankbaum über die Vöckla, was das Südende Schwaigerns markiert.
Der Franziszäische Kataster um 1830 gibt dann gut 15 Häuser für das Dorf, südlich die Schwaiger Wiesen und die Gehöfte Scheider am Holz (Vöcklatal Nr. 20), Hofbauer (Nr. 23) und zweimal Retbauer (Nr. 31 und 30). Der Bach nördlich heißt dort Angerbach (heute unklar Weinbach oder Kirchhamerbach).
1860 wurde hier die k.k. Kaiserin Elisabeth-Bahn (Westbahn) eröffnet, sie passiert den Ort zwischen den Haltepunkten Frankenmarkt und Pöndorf.
Bis 1951 gehörte die Ortschaft Schwaigern zu Frankenmarkt, nach einer Volksabstimmung wurde die Ortschaft in die Gemeinde Pöndorf eingegliedert.
Im Vöcklatal verläuft die L1281 Vöcklatalstraße von der B1 über die Haslau zur B154 bei Zell am Moos. Nach Weißenkirchen besteht direkt nur eine schlechte Verkehrsanbindung über Nebenstraßen, weshalb man über Frankenmarkt fährt.